# جند الأردن

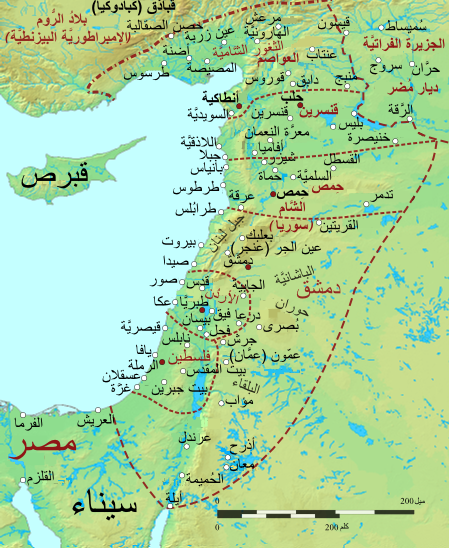
خريطة لولاية الشام وتقاسيمها الإدارية

جند الأردن  هو أحد أجناد بلاد الشام في عهد الخلفاء الراشدين. فبعد أن فُتحت بلاد الشام في عهد عمر بن الخطاب قسمت الشام إلى أجناد عدة حسب تقسيمها أيام البيزنطيين دُعي كل منها جُنداً وكان جند الأردن أحد خمسة أجناد تابعة لولاية الشام. فأصبحت خمس كور إدارية كل كورة تسمى جند وهي :
جند فلسطين وجند الأردن وجند دمشق وجند حمص وجند قنسرين. وأخذ جند الأردن اسمه من نهر الأردن.
أفتتحت كور الأردن في خلافة عمر بن الخطاب و خالد بن الوليد وعمرو بن العاص و أبي عبيدة بن الجراح سنة أربع عشرة. وقد ضم جند الأردن أجزاء في حوض النهر ومحيطه في شرق الأردن وشمال فلسطين وجنوب لبنان. وهي كورة طبرية وكورة السامرة وكورة بيسان وكورة فحل وكورة جرش وكورة بيت راس وكورة جدارا وكورة آبل وكورة سوسية وكورة صفورية وكورة عكا وكورة صور وكورة قدس ورستاقها جبل عاملة في الجليل وكورة السواد وكورة أريحا وكورة زغ وكورة عمتا ( دير علا) وكورة حبيس وكورة الناصرة وكورة الجون وكورة اذرعات ورستاقها جبل جرش . وكانت بعض الكور تفصل من جند وتضم للأخر في ققرات مختلفة . وقد كان كل جند يقبضون مستحقاتهم ورواتبهم من مركر الجند.
واشتملت الأردن على أربع كور كان يختلف توزيعها بين وقت وآخر حسب التقسيمات الإدارية، وكور الأردن هي:
1- كورة الجبال: وكان مركزها مدينة غرندل وأحياناً مدينة روات إلى الجنوب من مآب، وكورة الجبال تضم اليوم منطقة  الطفيلة.
2- كورة الشراة: ومركزها  أذرح، ومن مدنها  الحميمة  التي سكنها بنو العباس، ومدينة  معان التي كانت  محطة هامة جداً على طريق قوافل الحج والتجارة، ومن مدنها أيضاً وادي موسى ومدينة حبّال.
3- كورة مآب: وتنقل مركزها بين زغر ومآب، ومن قراها صرفا إلى الشمال الغربي من الكرك، والمشيرفة وشيحان، وأبنى من قرى مؤتة.
4- كورة البلقاء: ومركزها عمان، ومن مدنها الرقيم والزرقاء وزيزياء والقسطل والأزرق والموقر والفدين وعلعال وعجلون وجرش.